# Brilliance V6
La Brilliance V6 è un'autovettura prodotta dalla casa automobilistica cinese Brilliance dal 2017.

## Descrizione
La V7 è un crossover SUV a 5 porte e 5 posti, con architettura meccanica a motore anteriore/traversale e trazione anteriore. La vettura condivide alcune componenti con la più grande Brilliance V7. A spingere il veicolo c'è un benzina a quattro cilindri 1,5 litri turbo abbinato a una trasmissione manuale o automatica a 6 velocità o un DCT a 7 velocità.
La Brilliance V6 è stata presentata al salone di Guangzhou 2017.